# ビジネスプロセスディスカバリー
ビジネスプロセスディスカバリー（英: Business process discovery）は、ビジネスプロセス管理とプロセスマイニングに関連する用語で、組織のビジネスプロセスの種類を手動または自動で文書化する一連の手法である。プロセス検出、プロセス発見と呼ばれることもある。 これらの手法は、組織内でビジネスプロセスを実行する既存の組織的な作業方法、ドキュメント、およびテクノロジシステムに見られる証拠を使用します。 場合によっては、プロセスディスカバリーという用語は、狭義の意味としてユーザーのコンピュータ操作やリアルタイムの入力を観察、記録するタスクマイニングの意味で使用されることがある。 

## ビジネスプロセスディスカバリーの特徴
ビジネスプロセスディスカバリーの手法には、以下の特徴がある。 
- 比較的新しい考え方: 従来は、組織のトップダウンによる聞き取り調査の手法が使われていたが、これではビジネスプロセス/システムの動作の二次的な情報しか得られず、不正確で主観的な情報も混ざってしまうという課題があった。 自動ディスカバリープロセスでは、一定期間内に情報システムからデータを収集する。このデータを分析することで、客観的なプロセスモデルを作成できる。
- 自動プロセス検出: データ分析を自動化することで、手動で分析を行った場合の主観性が取り除かれる。自動化されたシステムは、プロセスの種類を偏りなく正確に発見できることが示されている。
- 情報の正確性: 情報は二次ソースでなく一次ソースから収集されるため、不正確になることはない。
- 情報の完全性: 自動プロセス記録は、システム内で発生しているすべての情報を収集し、情報の中の時間、日付、ユーザー等を認識する。情報はリアルタイムのユーザーによる操作から収集されるため、失われたり記憶による取捨選択が行われることがない。同時に例外的なプロセスが記録に含まれることもある。 多くの場合、例外は統計的な「ノイズ」として扱われ、排除される。
- 標準化されたプロセス: 自動化された情報収集により、グループ化、定量化、および分類できるプロセスデータが生成される。 これにより、現在および新しいプロセスを比較してベンチマークを作成することが可能になる。 また、新しいプロセスを設計したり問題の根本原因の特定をすることも可能になる。さらに、標準化されたプロセスデータを用いて、継続的なプロセス改善に向けた取り組みを実施することもできる。

## 応用/テクニック
ビジネスプロセスディスカバリーは、多くの分野で応用されている。 
- プロセスディスカバリーは、 プロセスマイニングの 3つの主要な分類の1つである。 プロセスマイニングの他の2つの分類は、適合性チェックとモデルの拡張である[2]。 これらの手法はすべて、イベントログからプロセス関連の知識を抽出することが目的である。 プロセスディスカバリーの場合、事前のプロセスモデルはなく、モデルはイベントログから検出される。 適合性チェックは、特定のプロセスモデルとイベントログの違いを見つけることで、コンプライアンスを定量化し、不一致を分析することができる。 拡張は事前モデルがある場合に、イベントログからの情報（たとえば、ボトルネック）を使用してモデルを改善または拡張する。
- ビジネスプロセスディスカバリーは、発展が著しいビジネス分析の次の段階であり、これにより、組織は日常業務に組み込まれる基本的な構造とプロセスを表示、分析、調整することができる。 プロセスディスカバリーには、テクノロジー、人、部門の業務手順、プロトコルなど、ビジネスプロセスのあらゆる情報収集が含まれる。
- ビジネスプロセスディスカバリーにより、 ビジネスプロセス分析 （BPA）を補完するプロセスマスターが作成される。 BPAツールと方法論は、トップダウンの階層型プロセス分解、および将来のプロセスの分析に適している。 BPDは、BPAによって階層的に編成された完全なビジネスプロセスを提供するために、トップダウンに結合するボトムアップ分析を提供する。
- ビジネスインテリジェンスは、組織内のデータに関するレポートと分析を提供する。 ただし、BIにはプロセスモデル、認識、分析はない。 BPDは、現在の運用に明示的なプロセスビューを提供し、そのプロセスモデルの分析を提供することでBIを補完し、組織がビジネスプロセスの非効率性または異常を特定して対処できるようにする。
- Web分析はBPDの限定的な例である。Web分析は、Webサイトと対話するWebユーザーのプロセスを再構築する。 ただし、これらの分析は、ユーザーの観点から、およびWebベースのシステムとプロセスのみに関して、セッション内に含まれるプロセスに限定される。
- ビジネストリアージは、 ビジネスプロセス分析 （BPA）によって識別されたプロセスを、指定された測定可能な目標または結果を達成するための相対的な重要性に基づいて分類するためのフレームワークを提供する。 軍事医療および災害医療サービスで採用されているのと同じ分類を利用して、ビジネスプロセスは次のように分類される。 
  - 最優先（レッドプロセス）: 結果/目標を達成するために不可欠なプロセス
  - 重要（イエロープロセス）: 結果/目標の達成を早めるプロセス
  - 保留（グリーンプロセス）: 結果/目標を達成するために必須でないプロセス

リソースはプロセス分類に基づいて割り当てられ、リソースは最初にレッドプロセス、次にイエロープロセス、最後にグリーンプロセスに割り当てられます。 リソースが制限された場合、リソースは最初にグリーンプロセスから除外され、次にイエロープロセスから除外されます。 リソースは、結果/目標を達成できなかった場合にのみ、レッドプロセスからも除外されます。 

## 目的と例
ここでは、今日必要とされているビジネスプロセスディスカバリーのテクノロジーを示している。 自動ビジネスプロセスディスカバリーツールは必要なデータを捕捉し、診断のために構造化されたデータセットに変換する。主要な課題は、ユーザーからの反復アクションを意味のあるイベントにグループ化することである。 次に、これらのビジネスプロセスディスカバリーツールは、確率論的プロセスモデルを提案する。 確率的行動は、プロセスの分析と診断に不可欠である。 以下は、確率的修復プロセスがユーザーアクションから回復される例を示している。 「ありのまま」のプロセスモデルは、このビジネスのどこに問題があるかを正確に示している。 5％の欠陥のある修理は悪い兆候であるが、さらに悪いことに、それらの修理を完了するために必要な繰り返しの修正は面倒である。 

「ありのまま」のプロセスデータを詳細に分析すると、この例の全体的な動作の原因となっている障害のある部分が明らかになる場合がある。 それは、改善のために管理の焦点を実際に必要とする修理のサブグループの発見につながるかもしれません。 

この場合、欠陥のある部品が繰り返しの修正の原因であることが明らかになる。 4か月でビジネスプロセス分析のROIがクレーム処理プロセスを正確に理解し、障害のある部分を発見することで得られた医療保険プロバイダーのケースなど、同様のアプリケーションが文書化されている。

## 歴史
- ビジネスインテリジェンス （BI）は20年以上前に登場し、組織のシステム内で起こっていることの報告に活用される。 しかし、現在のBIアプリケーションとデータマイニングテクノロジーは、 非構造化データとビジネスプロセスの人間のダイナミクスを分析するために必要な詳細レベルの評価に必ずしも適しているわけではない。
- シックスシグマ等の定量的アプローチは、ビジネスプロセスを改善するため10年以上にわたって採用されており、適用による成功の度合いはさまざまである。 これらのアプローチの主な制限は、分析の基礎を形成するための正確なデータが利用できるかどうかである。 BPDにより、多くのシックスシグマ組織は、分析を主要なビジネスプロセスに効果的に拡張する機能を見つけている。
- プロセスマイニングは、アイントホーフェン工科大学の研究者によれば、アルファアルゴリズムなどの技術により、イベントログからプロセスモデル（通常はペトリネットとして表される）を抽出できるようになった1990年頃にサイエンスの分野として浮上してきた。 プロセスマイニングは、特定の単純なビジネス上の問題を解決するアルゴリズムのセットにすぎないという批判もある[要出典] 。現在、100を超えるプロセスマイニングアルゴリズムがあり、同時実行性も含むプロセスモデルを発見できる。たとえば、遺伝的プロセスディスカバリー手法、ヒューリスティックマイニングアルゴリズム、領域ベースのマイニングアルゴリズム、ファジーマイニングアルゴリズムなどがある。